# Bluff City (Arkansas)
Bluff City – miasto w Stanach Zjednoczonych, w stanie Arkansas, w hrabstwie Nevada.